# بياتا هوفمان
بياتا هوفمان (بالمجرية: Hoffmann Beáta)‏ (ولدت في 22 يونيو 1967 في جيور )  هي حارس مرمى كرة يد سابق في المجر، وهي صاحبة الميدالية الفضية في بطولة العالم، والميدالية البرونزية الأولمبية.

## روابط خارجية
- بياتا هوفمان على موقع الاتحاد الأوروبي لكرة اليد (الإنجليزية)
- بياتا هوفمان على موقع اللجنة الأولمبية الدولية (الإنجليزية)
- بياتا هوفمان على موقع أوليمبيديا (الإنجليزية)
- بياتا هوفمان على موقع اللجنة الأولمبية المجرية (الهنغارية)